# اسیکسویل (مریلند)
اسیکسویل (به انگلیسی: Sykesville) شهری در ایالت مریلند کشور ایالات متحده آمریکا است که جمعیت آن در سرشماری سال ۲۰۱۰ میلادی، ۴٬۴۳۶ نفر بوده‌است.